# Ich habe genug

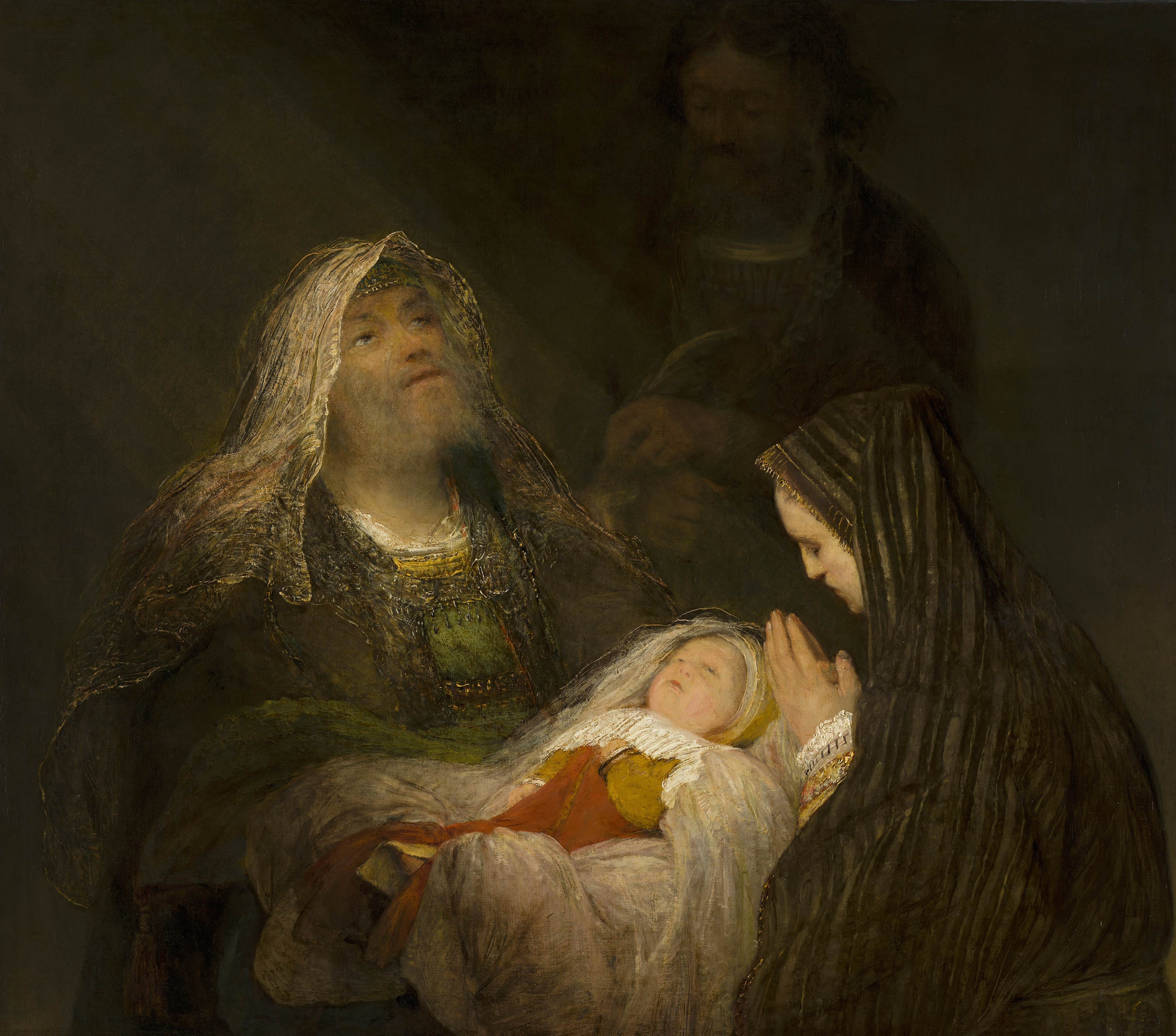
Das Loblied des Simeon, Aert de Gelder, ca. 1700–1710

Ich habe genug (BWV 82; ursprünglicher Titel: „Ich habe genung“) ist eine Kirchenkantate von Johann Sebastian Bach. Er komponierte die Solokantate für Bass in Leipzig für das Fest Mariä Reinigung und führte sie am 2. Februar 1727 erstmals auf. In den 1730er Jahren erstellte er eine Version für Sopran, BWV 82a. Teile der Kantate wurden in das Notenbüchlein für Anna Magdalena Bach kopiert. Das Werk wird oft aufgeführt und wurde von Bachs Kirchenkantaten am häufigsten aufgenommen.

## Geschichte und Worte
Bach schrieb die Kantate in seinem vierten Jahr in Leipzig für das Fest Mariä Reinigung. Die vorgeschriebenen Lesungen waren Mal 3,1–4  und Lk 2,22–32 , die Darstellung des Herrn. Das Evangelium erwähnt kurz die Reinigung Marias und geht ausführlich auf Simeon ein, dem prophezeit wurde, er werde nicht sterben, bevor er den Messias gesehen habe. Sein Lobgesang Nunc dimittis („Herr, nun lässest du deinen Diener in Friede fahren“) ist fester Bestandteil der Komplet und des anglikanischen Evensong.
In vorangegangenen Jahren hatte Bach für das Fest zwei Kantaten aufgeführt, die sich ebenfalls auf Simeons Lobgesang konzentrieren, Erfreute Zeit im neuen Bunde, BWV 83, 1724 und die Choralkantate auf Luthers Kirchenlied als Paraphrase des Lobgesangs, Mit Fried und Freud ich fahr dahin, BWV 125, 1725. Stärker noch als in den früheren Werken betont der Theologe und Bachschüler Christoph Birkmann (1703–1771) als Textdichter in Ich habe genug die Sehnsucht, dem irdischen Elend zu entkommen und mit Jesus vereint zu werden.
Bach führte die Kantate am 2. Februar 1727 erstmals auf. Die erhaltene Partitur und die Stimmen zeigen, dass er die Kantate mindestens drei weitere Male aufgeführt hat, in einer Version für Sopran, BWV 82a, zuerst vielleicht 1731 oder sogar bereits 1730, eine weitere Version für Sopran 1735, schließlich wieder für Bass, mit nur geringen Änderungen gegenüber dem Original, nach 1745. Offensichtlich schätzte Bach das Werk sehr.
Das erste Rezitativ und ein großer Teil der Arie Schlummert ein wurden in das Notenbüchlein für Anna Magdalena Bach kopiert in einer Fassung mit Continuo-Begleitung, wahrscheinlich von Anna Magdalena Bach selbst zu ihrem eigenen Gebrauch. Andere Kantaten, die Bach zum Anlass Mariä Reinigung aufführte, waren nach Alfred Dürr: Komm, du süße Todesstunde, BWV 161, Ich lasse dich nicht, du segnest mich denn, BWV 157, und Der Friede sei mit dir, BWV 158, zu ähnlichen Themen.
In der ersten Fassung der Kantate geht die Wahl der Bass-Stimme vermutlich von dem greisen Simeon aus. Die Sopran-Stimme verdeutlicht stärker, dass die Situation für den Glaubenden im Allgemeinen zutrifft.

## Besetzung und Aufbau
Der Solo-Bass wird in fünf Sätzen begleitet von Oboe, zwei Violinen, Viola und Basso continuo (mit separat ausgeschriebenen und voneinander abweichenden Stimmen für Orgel und Bassinstrument).
1. Aria: Ich habe genug
2. Recitativo: Ich habe genug
3. Aria: Schlummert ein, ihr matten Augen
4. Recitativo: Mein Gott! wenn kömmt das schöne: Nun!
5. Aria: Ich freue mich auf meinen Tod

Es gibt eine weitere Version aus den 1730er Jahren für Sopran (BWV 82a), transponiert von c-Moll nach e-Moll, mit Flauto traverso anstelle der Oboe. In einer Version der 1740er Jahre für Bass ist eine Oboe da caccia das obligate Instrument.

## Musik
Der erste Satz, eine Arie, beginnt mit einer ausdrucksvollen Melodie der obligaten Oboe, die von der Singstimme auf die Worte „Ich habe genug“ übernommen wird. Sie beginnt mit einem Sextsprung aufwärts, der an die Arie „Erbarme dich“ in Bachs Matthäus-Passion erinnert. Das erste Motiv wird abgewandelt zu einer Phrase, die am Ende aller drei Gesangsabschnitte erscheint. Ein ähnliches Motiv beginnt den Mittelteil auf die Worte „Ich hab ihn erblickt“, wendet sich jedoch am Ende nach oben. Klaus Hofmann hört in den „elegischen Tönen“ dieser Arie die „abgeklärte Lebenssattheit des Simeon“.
Das folgende Rezitativ beginnt mit denselben Worten wie die Arie, „Ich habe genug“, auf eine neue Melodie. Im mittleren Abschnitt wird der Gedanke „Laßt uns mit diesem Manne ziehn!“ durch ein Arioso hervorgehoben, in dem die Begleitung dem Sänger folgt.
Die zentrale Arie „Schlummert ein, ihr matten Augen“ ist als Schlummerarie bekannt. In einem komplexen Aufbau ist sie nicht nur in da-capo-Form aus drei Abschnitten, die von einem Ritornell gerahmt werden, sondern wiederholt den Anfangsteil in der Mitte des Mittelteils ein weiteres Mal. Der häufige Gebrauch eines Orgelpunkts unterstreicht Ruhe, oft unterbricht eine Fermate die Vorwärtsbewegung.
Ein kurzes Secco-Rezitativ, „Mein Gott! wenn kömmt das schöne: Nun!“, endet mit einer abwärts führenden Linie im Continuo, die sowohl Abschied als auch Grablegung illustriert.
Die abschließende Arie, „Ich freue mich auf meinen Tod“, steht in vielfältiger Beziehung zur ersten, durch das Begleitinstrument, die Tonart und den Dreiertakt. Sie ist schneller, bezeichnet „Vivace“, ein freudiger Tanz, in dem der Tod als Erfüllung einer Sehnsucht erscheint.

## Einspielungen
Als eine der bekanntesten Kirchenkantaten Bachs, die es zudem für Männer- und Frauenstimme gibt, wurde Ich habe genug besonders oft aufgenommen. Sie liegt vor in mehr als 100 kompletten Einspielungen. Dietrich Fischer-Dieskau nahm die Kantate dreimal auf, 1951 mit Karl Ristenpart, 1969 mit Karl Richter, 1983 mit Helmuth Rilling. 1966 war Janet Baker die Solistin in einer Aufnahme mit Yehudi Menuhin.
- J. S. Bach: Cantata No. 82 – Ich habe genug. Walter Susskind, Philharmonia Orchestra, Hans Hotter. Columbia,  1948.
- Bach: Kantaten BWV 56 & 82. Karl Ristenpart, Kammerorchester Karl Ristenpart, Dietrich Fischer-Dieskau. Archiv Produktion, 1951.
- Les Grandes Cantates de J. S. Bach, Vol. 18. Fritz Werner, Pforzheimer Kammerorchester, Barry McDaniel. Erato, 1964.
- Bach: Two Solo Cantatas: Cantata BWV 169, „Gott soll allein mein Herze haben“; Cantata BWV 82, „Ich habe genug“. Yehudi Menuhin, Bath Festival Orchestra, Janet Baker. EMI, 1966.
- J. S. Bach: Kantaten BWV 56 & 82. Karl Richter, Münchener Bach-Orchester, Dietrich Fischer-Dieskau. 1969.
- Bach: Cantatas (BWV 56, 4, 82). Frans Brüggen, Max van Egmond. Sony, 1977.
- Die Bach Kantate, Vol. 4. Helmuth Rilling, Bach-Collegium Stuttgart, Dietrich Fischer-Dieskau. Hänssler, 1983.
- J. S. Bach: Solokantaten. Hans Stadlmair, Münchener Kammerorchester, Josef Loibl. Schwann Musica Sacre, 1984.
- Bach: Cantatas Nos 56 & 82. Pál Németh, Lászlo Polgár, Capella Savaria. Aufn. Okt. 1984. Hungaroton, 1985.
- J. S. Bach: Cantatas BWV 202, 82a, 199. Dominique Debart, Ensemble Instrumental de Basse-Normandie, Teresa Żylis-Gara. Rudolphe, 1986.
- J. S. Bach: Cantatas BWV 82, 49, 58. Sigiswald Kuijken, La Petite Bande, Klaus Mertens. Accent, 1993.
- J. S. Bach: Cantatas for the Feast of Purification of Mary. John Eliot Gardiner, English Baroque Soloists, Peter Harvey. Soli Deo Gloria, 2000.
- J. S. Bach: Complete Cantatas, Vol. 16. Ton Koopman, Klaus Mertens, Amsterdam Baroque Orchestra. Antoine Marchand, 2001.
- Bach: Cantatas BWV 82 and 199. Craig Smith, Emmanuel Music, Lorraine Hunt Lieberson. Nonesuch, 2002.
- Bach: Kantaten BWV 82, BWV 158, BWV 56. Michael Schneider, La Stagione, Gotthold Schwarz. Capriccio, 2006.
- J. S. Bach: Cantatas Vol. 38 (Solo Cantatas) – BWV 52, 55, 82, 58. Masaaki Suzuki, Bach Collegium Japan, Peter Kooij. BIS, 2006.
- German Baroque Cantatas. Stephan MacLeod (Sänger und Leiter), Gli Angeli Genève. Sony Classical, 2007.
- Bach Kantaten für Bass BWV 82/158/56/203. Dominik Wörner, il Gardellino. Passacaille, 2013.
- Bach - Cantata Ich habe genung BWV 82. Thomas Bauer, Lars Ulrik Mortensen, Netherlands Bach Society, 2014.
- Solo-Kantaten für Bass BWV 82, BWV 158, BWV 56, Arien aus BWV 20, BWV 26, BWV 101 mit Dominik Wörner, Zefiro, Alfredo Bernardini. Arcana 2019.
- Bach: Ich habe genug. Cantatas BWV 82, 32 & 106. John Butt, Dunedin Consort, Matthew Brook, 2021.

## Kunstinstallation
Im Jahr 2005 schuf Alexandra Ranner die Installation Ich habe genug. Es handelt sich um ein kleines Haus, neben dem eine Peitschenlaterne steht. Durch ein Fenster in dem Gebäude ist ein Videofilm zu sehen, in dem ein in einem Fluss treibender körperloser Kopf die Bach-Kantate „Ich habe genug“ singt. Die Installation, die zunächst in Berlin zu sehen war, wurde vom Herforder Unternehmer Heiner Wemhöner angekauft und stand ab Oktober 2015 auf seinem Grundstück an der Lockhauser Straße in Herford. Seit Oktober 2017 steht sie in der Herforder Innenstadt an der Petersilienstraße gegenüber vom Frühherrenhaus auf dem Grundstück der Johanniskirche.